# トリウムフ・リザ事件
トリウムフ・リザ事件は、コソボ警察の警察官、トリウムフ・リザ（アルバニア語:Triumf Riza、1979年5月7日 - 2007年8月30日）が殺害された事件である。
トリウムフ・リザはコソボ警察に勤めるアルバニア人の警察官であり、コソボ警察警備隊に属していた。コソボ警察は給与水準が低く、汚職が蔓延していた。犯罪組織は警察官を賄賂で買収する一方、これを拒否する警察官に対しては脅迫を用いていた。リザは、エンヴェル・セキラチャ（Enver Sekiraqa）率いるアルバニア・マフィア組織から賄賂を持ちかけられたが、これを拒絶した。その後リザは、銃撃など2度にわたって命を狙われる危険に遭遇した。
かつてエンヴェル・セキラチャと交際していたと見られる歌手のアデリーナ・イスマイリがリザと交際を始めると、リザの身の危険は一層高まった。2007年8月30日、リザはプリシュティナで白昼に何者かによって待ち伏せされ、銃殺された。
リザの殺害後、数千人の市民が集まり、組織犯罪に対して抗議活動を展開した。コソボの首相で元コソボ解放軍の指導者・アギム・チェク、内務大臣ブレリム・クチ（Blerim Kuqi）、元コソボ解放軍のファトミル・リマイらも抗議集会に参加した。
コソボ担当国際連合事務総長特別代表のヨアヒム・リュッカー（Joachim Rücker）は、リザを「勇敢で模範的な警察官」と評し、「リザの死は、これまでになく、組織犯罪に対してコソボの人々を団結して立ち向かわせるものとなった」とした。